# Robbanóeszköz
A robbanóeszköz vagy robbanószerkezet olyan tárgy, amely robbanószert (robbanótöltetet) és gyújtószerkezetet tartalmaz. A robbanás energiája vegyi és/vagy fizikai reakcióból származik. A robbanóeszközök felrobbanásakor azok pusztítást, károkat okoznak (pl. katonai robbanószerek), de az ipari robbanóeszközök hasznos munkavégzésre készülnek. A pirotechnikai tárgyak zöme a robbanószerek egy speciális csoportját alkotják. A robbanóeszközöket a köznyelvben általában egyszerűen csak bombának nevezik, de ez nem pontos, hiszen a bomba csak egy típusa azoknak.

## Története
A robbanószerkezetek fejlődése összefüggésben van a robbanószerek fejlődésével.
Az első robbanószer a feketelőpor volt, melyet Kínában i.sz. 700 körül fedezhették fel, és 1000 után már harcokban használták gyújtó- és füstbombákban. A XIII. század után a puskaport lövésen túl várak, erődítmények falának megrongálására, lerombolására is alkalmazták. A feketelőport, mint robbanóeszközt ipari célból Magyarországon használták először, Weindl Gáspár bányamester alkalmazta 1627-ben kőfejtésre. Ekkor még a robbanószerkezet nem állt másból, mint a puskaport tartalmazó hordóból és a gyújtózsinórból. Az időzítést (késleltetést) a gyújtózsinór hossza határozta meg.
A robbanóeszközök sokrétűsége elsősorban a katonai fejlesztések eredménye.

## Felhasználás
A robbanóeszközöket polgári-ipari és katonai célra egyaránt felhasználnak.

### Polgári felhasználás
Főleg a bányászati és az építőipari felhasználás a jellemző.
Pirotechnikai robbanóeszközöket használnak a tűzijátékokhoz, de gépjárművek légzsákjaiban is.
Katasztrófaelhárítás: jégzajláskor keletkező torlaszok megbontása sok esetben csak jégrobbantó töltetekkel lehetséges, egyes típusú kőolajkút-kitörések lángjának kioltásához is robbanótestet használnak, az elfojtás csak ezután kezdhető meg.

### Katonai és rendészeti felhasználás
A különböző robbanóeszközök felhasználása a harcászatban igen elterjedt. Használják akadály megszüntetésre, élőerő leküzdésére, levegőből ledobva (bomba) tereptárgyak, műtárgyak és épületek rombolására, földre vagy vízben telepítve (akna), kézből eldobva vagy fegyverből indítva (gránát, rakéta, torpedó).
Rendfenntartó erők (például rendőrség) speciális pirotechnikai robbanóeszközöket használ tömegoszlatáskor, illetve épületekbe való behatoláskor az ellenállás leküzdésére (például füst-, hang-, fény-, illetve könnygáz gránát).

#### Terrorizmus
A 20. században megjelenő terrorizmus is sokszor alkalmaz robbanóeszközöket – ezeket hívjuk összefoglaló néven pokolgépnek. A pokolgépek házilag készített, igen veszélyes eszközök, mivel általában nagy rombolásra készítik lehetőleg úgy, hogy minél többen sérüljenek meg. Katonai rövidítése ezeknek az eszközöknek IED (improvised explosive device).

## Hatások

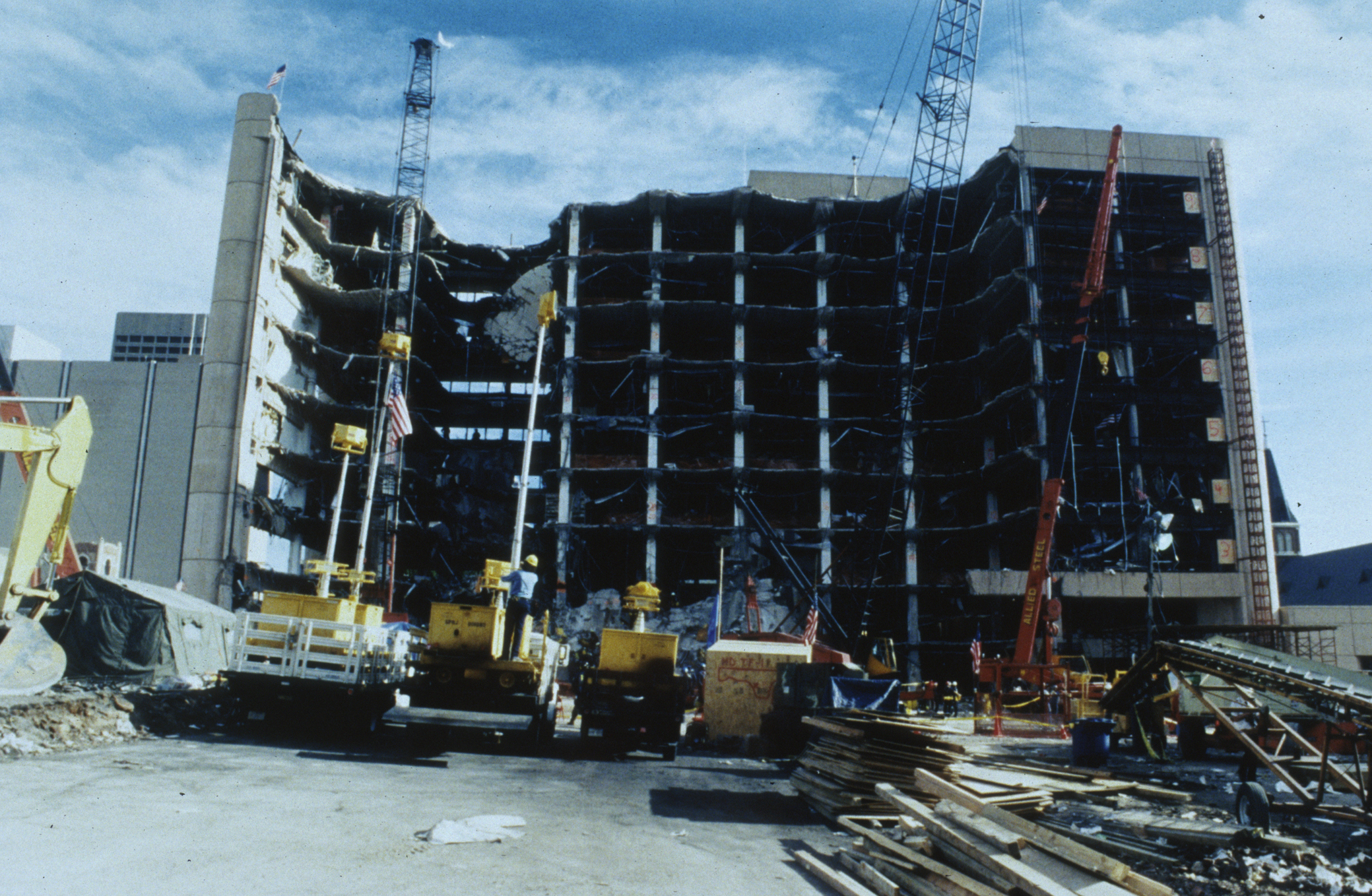
Oklahomai Murai Buildingben keletkezett károk a robbantás után

A robbanóeszközök hatását alapvetően a robbanóanyag típusa és mennyisége határozza meg. Másodlagos hatásokat a robbanószer mellé elhelyezett egyéb anyagok (fém részek) jelentik, amelyek a pusztítás fokozására használnak. Jelentősen hozzájárul a robbanószerkezet hatásához a robbanás pillanatában bekövetkező lökéshullám, amit a levegőben durranásnak hallunk. A lökéshullám az elsődleges és másodlagos hatások hatóterén túl is jelentős károkat tud okozni. Erre kiváló példa az Oklahomai robbantás, amelyben az épület előtt elhelyezett robbanószerkezet önmagában nem okozott nagy kárt, de az általa keltett lökéshullám miatt az épület összedőlt.
A nem hagyományos (vagyis nukleáris) robbanáson alapuló robbanószerkezetek esetén radioaktív sugárzással is számolni kell, melynek hatásai azonnal, illetve több generáción keresztül jelentkeznek.

## Külső hivatkozások
- UAVs against IED improvised explosive device
- Robbanóanyagok világa, 1. rész
- Robbanóanyagok világa, 2. rész
- Robbanóanyagok világa, 3. rész